# Nosorožec tuponosý
Nosorožec tuponosý, jinak je také nazýván nosorožec bílý, nosorožec širokohubý (Ceratotherium simum) je africký zástupce z čeledi nosorožcovitých. Existují dva poddruhy: nosorožec tuponosý jižní, jeden z nejrozšířenějších poddruhů nosorožců (20 000 jedinců), a nosorožec tuponosý severní, vymírající poddruh s posledními dvěma samicemi (poslední samec uhynul v roce 2018), a tedy bez velké naděje na přežití.

## Popis

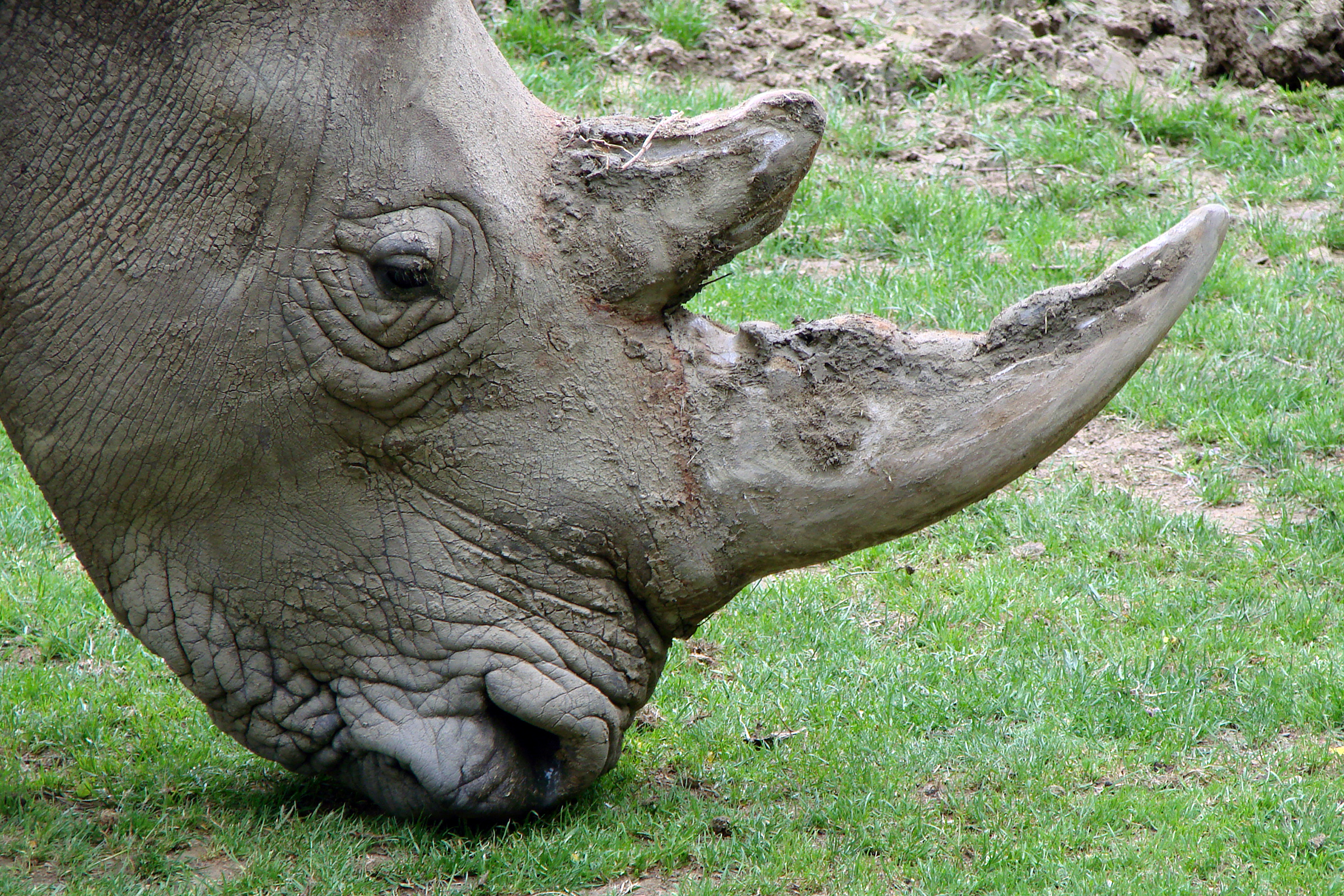
Hlava nosorožce tuponosého jižního

Tento druh nosorožce je hned po slonu druhým největším suchozemským savcem. Na délku má 3,7–4 m (ocásek až 70 cm) a vážit může až 2,3 tuny. Pro nosorožce tuponosého je rozlišovacím znakem typická široká tlama s rovným horním pyskem. Má dva rohy, dolní roh může být dlouhý dokonce až 1 m, zatímco horní roh je spíše zakrnělý. 

## Výskyt, etologie
Naprostá většina nosorožců tuponosých žije v jižní Africe. Vyskytuje se především v přírodních rezervacích. Vyhledává rovinatou travnatou krajinu s dostatkem vody. Při přesunech k napajedlům se pohybuje po stálých vyšlapaných cestách. Za velkých veder odpočívá ve stínu a pohybuje se více v noci. Živí se především trávou. Přibližně půl dne se pase a třetinu dne odpočívá. Na hřbetech nosorožců tuponosých často sedají klubáci a volavky rusohlavé. Tito ptáci nosorožci pomáhají zbavit se obtížného hmyzu a také ho varují před nebezpečím.
Březost (gravidita) trvá téměř 500 dní a není vizuálně pozorovatelná. Samice následně rodí jedno mládě, které váží 40 až 65 kg.
Samci nosorožce tuponosého žijí po většinu roku osaměle. Naopak samice se svými mláďaty žijí ve skupinách, čítajících až 12 kusů.
Navzdory některým neoficiálním tvrzením se tito nosorožci patrně nedokážou pohybovat rychlostí přes 50 km/h. Přímá pozorování a počítačové modely ukázaly, že maximální rychlost těchto velkých lichokopytníků činí asi 7,5 m/s (27 km/h).

## Vymírání severního poddruhu
Severní poddruh je kriticky ohrožen a podle informací z roku 2008 ve volné přírodě vyhynulý. Podle pozorování z ledna roku 2010 by se však ve volné přírodě v Jižním Súdánu mohlo vyskytovat ještě několik jedinců, které potřebují zoologové získat pro rozmnožení čtyř nosorožců dodaných do Afriky ze ZOO ve Dvoře Králové. V roce 2011 ZOO ve Dvoře Králové zveřejnila, že zemřela samice Nesárí. Dle informací z této doby na celém světě žilo pouze 7 kusů těchto zvířat, z toho 2 páry byly transportovány ze Dvora Králové do přírodní rezervace v Keni.[zdroj?] Zoo ve Dvoře Králové zbyla pouze samice Nabiré. Nabiré se narodila v roce 1983 a byla druhým nosorožcem tohoto druhu, který byl odchován v lidské péči. Mnoho pokusů o spáření v zajetí bylo neúspěšných. Sama Nabiré zemřela v červenci 2015.
V roce 2014 uhynul jeden samec v Keni (Suni) a jeden samec v San Diegu a v roce 2015 uhynula i samice Nabiré na neléčitelnou cystu. V listopadu 2015 byla ZOO San Diego nucena utratit samici nosorožce bílého severního Nolu. Ta měla vážné zdravotní problémy, přičemž většina z nich měla původ v jejím věku; bylo jí již přes čtyřicet let. Aktuální údaje z března 2018 o počtu nosorožců tuponosých mluví o posledních 2 jedincích na světě – dvou samicích Najin a Fatu v keňské rezervaci Ol Pejeta. Poslední samec Sudán uhynul 19. března 2018.
Nejmladším jedincem ze čtveřice je samice Fatu, která se narodila v roce 2000 ve Dvoře Králové. Bohužel poslední výzkumy nosorožců v rezervaci ukázaly, že šance samic Fatu a Nájin donosit mládě jsou v současné době mizivé. U samce Sudána při jeho analýze bylo zjištěno, že kvalita semena je spíše nízká, což se vzhledem k Sudánově pokročilému věku dalo očekávat. Není proto možné ho využít pro umělou inseminaci, bylo by však možné ho využít pro oplodnění in vitro, během něhož je spermie injekcí vpravena přímo do vajíčka.